# Suz-Massa-Drá
Suz-Massa-Drá (em francês: Souss-Massa-Drâa; em árabe: سوس ماسة درعة) foi uma região do sul de Marrocos, vigente entre 1997 e 2015, com 70 880 km² de área, o que representa cerca de 9,9% do território marroquino. Em 2004 tinha 3 113 653 habitantes. Estimava-se que em 2010 esse número tivesse subido para 3 300 000.  A sua capital era a cidade de Agadir. Grosso modo, a região administrativa atual corresponde à região histórica do Suz.
A região é limitada a oeste pelo Oceano Atlântico e a norte pelos maciços do Alto Atlas Ocidental e do Alto Atlas Oriental, paralelamente ao vale do uade (uede, rio) Suz. O limites a sul seguem mais ou menos o curso do rio Drá. O terceiro curso de água importante da região é o rio Massa, que percorre o Antiatlas e desagua a cerca de 80 km a sul de Agadir.
A região confina com as regiões marroquinas de Marraquexe-Tensift-Al Haouz a noroeste e norte, Tadla-Azilal a norte, Meknès-Tafilalet a nordeste e Guelmim-Es Semara a sul. A sudeste faz fronteira com a Argélia.

## Províncias e municípios
A região estava dividida administrativamente em 236 municípios, 24 urbanos e 212 rurais. Por sua vez, os municípios estão agrupados em 7 províncias e 2 prefeituras:
| \| Província \| Tipo \| Capital \| População[5][6][7] censo de 2004 \| Área (km²) [carece de fontes?] \| \| -------------------- \| ---------- \| ---------- \| -------------------------------- \| ------------------------------ \| \| Agadir Ida-Outanane \| prefeitura \| Agadir \| 486 048 \| 2 297 \| \| Chtouka-Aït Baha \| província \| Biougra \| 295 101 \| 3 523 \| \| Inezgane-Aït Melloul \| prefeitura \| Inezgane \| 414 670 \| 293 \| \| Ouarzazate \| província \| Ouarzazate \| 344 000 \| 19 464 \| \| Sidi Ifni \| província \| Sidi Ifni \| 127 781 \| 3 790,7 \| \| Tarudante \| província \| Tarudante \| 780 661 \| 16 500 \| \| Tinghir \| província \| Tinghir \| 284 277 \| 13 007 \| \| Tiznit \| província \| Tiznit \| 344 831 \| 4 423 \| \| Zagora \| província \| Zagora \| 283 368 \| 22 215 \| |            |            |                         |                                |
| |            |            |                         |                                |
| Província | Tipo       | Capital    | População censo de 2004 | Área (km²) [carece de fontes?] |
| Agadir Ida-Outanane | prefeitura | Agadir     | 486 048                 | 2 297                          |
| Chtouka-Aït Baha | província  | Biougra    | 295 101                 | 3 523                          |
| Inezgane-Aït Melloul | prefeitura | Inezgane   | 414 670                 | 293                            |
| Ouarzazate | província  | Ouarzazate | 344 000                 | 19 464                         |
| Sidi Ifni | província  | Sidi Ifni  | 127 781                 | 3 790,7                        |
| Tarudante | província  | Tarudante  | 780 661                 | 16 500                         |
| Tinghir | província  | Tinghir    | 284 277                 | 13 007                         |
| Tiznit | província  | Tiznit     | 344 831                 | 4 423                          |
| Zagora | província  | Zagora     | 283 368                 | 22 215                         |

## Clima
O clima na região é influenciado sobretudo por três fatores: o relevo (Alto Atlas a norte e Antiatlas a norte e no centro), a costa atlântica a oeste e o deserto do Saara, a sul e a sudeste. O clima varia entre húmido com características de clima mediterrânico nas zonas costeiras a norte até ao desértico predominante a sudeste, o qual já se encontra nos limites do Saaara. À medida que se desce do Alto Atlas para a planície de Suz, o clima varia de húmido a semiárido. O clima da planície do Suz, bem como a bacia do Suz e do Massa é semiárido, apesar da influência oceânica causada pela ampla abertura em direção ao Oceano Atlântico.
A precipitação média anual é 250 mm, a temperatura média 19 °C, a média máxima 27 °C e a média mínima 11 °C. São frequentes temperaturas máximas superiores a 40 °C no verão e, nas regiões mais altas das montanhas, mínimas abaixo de 0 °C no inverno. A média anual de horas de sol é de 3 000 horas.
A região é propensa a grandes variações na precipitação anual, assistindo-se por vezes a grandes secas. Por exemplo, estima-se que a precipitação em 2000/2001 na planície de Suz foi de 125 mm, enquanto que em 2005/2006 foi de 2 495 mm. Para os mesmos períodos, a precipitação no vale do Drá foi, respetivamente 10,7 mm e 114,3 mm. Nos anos seguintes a 2005 assistiu-se a um recuo do deserto devido às intensas chuvas invernais.

## Demografia
A população da região em 2004 era de 3 255 311 habitantes, estimando-se que em 2010 fosse de cerca de 3 300 000, o que representa 10,42% da população de Marrocos. Em 2004, 59,2% da população era rural e 40,8% é urbana. 
| 1994      | 2004      | 2007      | 2010      |
| 2 635 522 | 3 113 653 | 3 255 311 | 3 300 000 |
|           | 18,1%     | 4,5%      | 1,4%      |

| Distribuição etária da população | Distribuição etária da população |
| Faixa etária                     | Percentagem                      |
| -------------------------------- | -------------------------------- |
| 0-15 anos                        | 32,9%                            |
| 15-59 anos                       | 58,8%                            |
| +60 anos                         | 8,1%                             |

## Economia
| Setor                       | Percentagem |
| --------------------------- | ----------- |
| Agricultura e pecuária      | 44%         |
| Serviços (exceto hotelaria) | 29%         |
| Hotelaria                   | 10%         |
| Construção e obras públicas | 7%          |
| Indústria transformadora    | 6%          |
| Pesca                       | 4%          |

O Produto Interno Bruto (PIB) da região em 2007 foi 76 085 milhões de dirhams (6 750 milhões de euros; 17 200 milhões de reais), representando 12,3% do PIB marroquino, sendo ultrapassada apenas pela região da Grande Casablanca com 18,3%.

### Agricultura
O clima semidesértico da região tem impactos muito negativos sobre todas as culturas ao ar livre, como as cerealíferas, as quais têm rendimentos por hectare cerca de 40% inferiores aos da média nacional marroquina (dados do período 1995-2006). A produção de cereais ocorre principalmente nas bacias do Suz e do Massa; em 1995-2006, a contribuição para a produção nacional foi de 3,5%, ocupando 324 000 ha.
A exploração de lençóis freáticos com recurso a infraestruturas hidráulicas de grande envergadura, sobretudo nas bacias do Suz e do Massa (há cerca de 190 000 ha de terras irrigadas), tem permitido o desenvolvimento da fruticultura (a região detém cerca de 13% dos terrenos de fruticultura de Marrocos), principalmente de citrinos, pelos quais a região é afamada. Em 2005-2006, cerca de 40% da área de produção de citrinos de Marrocos concentrava-se na região e no mesmo a produção de 591 000 toneladas representou 47% do total nacional, cerca de 50% destinados à exportação. A maior parte dos citrinos produzidos são das variedades Maroc-late (33,9%) e clementinas (31,3%).
A liderança a nível nacional na exportação não se limita aos citrinos, estendendo-se à fruta em geral e tomates, contribuindo com, respetivamente, 53% e 83% das exportações marroquinas daqueles produtos. A região contribui com 50% (cerca de 50 000 toneladas) da produção nacional de bananas.
A atividade agrícola concentra-se principalmente nas bacias do Suz, do Massa e do Drá, enquanto que nas planícies interiores da região se assiste à desertificação dos solos, com a seca a dificultar a manutenção duma agricultura rentável. Por outro lado, o aumento das áreas de forragem e a utilização intensiva da irrigação diminuem o potencial das águas subterrâneas e encarecem a sua extração, o que se repercute nos custos das produções agrícolas, nomeadamente de fruta.

### Pecuária
A pecuária é uma das principais atividades económicas do setor primário na região, principalmente no vale do Drá. Em 2006, existiam 2,7 milhões de cabeças de gado, 11,3% do total nacional — 277 mil bovinos, 1,2 milhões de ovinos e 1,2 milhões de caprinos, representando, respetivamente, 10,4%, 7,5% e 23,2% do total de Marrocos. O número de cabeças de gado sofreu uma baixa significativa entre 1990 e 2006, tendo descido a uma média anual de 1,5% no total de 0,6% para os bovinos, 1,5% para os ovinos e 1,6% para os caprinos.
Apesar da tendência descendente do número de cabeças, a produção pecuária continua a ter um papel relevante tanto a nível regional como nacional e é uma alternativa importante às culturas agrícolas, nomeadamente em zonas onde esta não é possível, funcionando muitas vezes como uma atividade de subsistência e como a principal fonte de rendimento de populações rurais em zonas pouco cultiváveis. Por outro lado, a intensificação da pastorícia e a multiplicação de zonas usadas para esse fim têm efeitos muito negativos no enfraquecimento da resistência dos solos aos efeitos devastadores da erosão e desertificação. O pastoreio excessivo tem contribuído para o recuo do argão, uma das principais árvores rentáveis da região, particularmente durante os períodos mais secos, durante os quais a cobertura vegetal não é suficiente para as necessidades do gado, o que aumenta o risco de degradação ambiental da região.

### Pesca
Os 360 km de costa são ricos em peixe e, com os seus dois grandes portos de Agadir e de Sidi Ifni, a região é está em quarto lugar no que toca ao volume de produtos pesca costeira e em terceiro lugar em termos de valor da produção. Em 2001 a produção pesqueira costeira foi de 78 200 toneladas (8% da produção nacional) e em 2007 subiu para 104 500 t (12,7% da produção nacional), o que corresponde a um crescimento anual médio de 5%. O porto de Agadir é principal ponto de desembarque, recebendo 82,2% da produção em volume da região (período de 2001 a 2007). O segundo porto, Sidi Ifni, recebeu no mesmo período 16,9% da produção regional.
Apesar do aumento apreciável em termos de volume de pesca, isso não se traduziu num aumento de valor. Entre 2001 e 2007, o valor dos produtos de pesca desembarcados diminuiu 1,5% por ano, passando de 529,5 milhões de dirhams (c. 53 milhões de euros, c. 106 milhões de reais BR) para 483,8 milhões DH (c. 43 milhões €}}; c. 112 milhões R$), que representaram 13,2% do valor total nacional.

## Minas
A atividade mineira tem alguma importância económica na região, principalmente a relativa a minerais metálicos. A região de Suz-Massa-Drá lidera a extração de minério bruto de prata, com 166,7 t em 2006, e desde 2001 que 80,4% da produção marroquina daquele minério é proveniente da região.[carece de fontes?]